# Grandeza mexicana
Grandeza mexicana (Wspaniałość Meksyku) – poemat epicki hiszpańskiego poety Bernarda de Balbuena. Utwór został opublikowany w 1604. Jest jednym z pierwszych przykładów stylu barokowego w literaturze hiszpańskojęzycznej Ameryki. Poemat jest rozbudowanym poetyckim opisem miasta Meksyk, które zostało potraktowane jako nowa metropolia. Został napisany tercyną, czyli strofą trójwersową rymowaną aba bcb cdc..., znaną z Boskiej komedii Dantego.
¿Pues que diré de la hermosura y brío,

gracia, donaire, discreción y aseo,

altivez, compostura y atavío

de las damas daeste alto coliseo,

nata del mundo, flor de la belleza

cumplida perfección, sin del deseo,

su afable trato, su real grandeza,

su grave honestidad, su compostura,

templada con suave y gran llaneza?